# Сен-Ва-ла-Уг
Сен-Ва-ла-Уг (фр. Saint-Vaast-la-Hougue) — коммуна на северо-западе Франции, находится в регионе Нормандия, департамент Манш, округ Шербур. Центр кантона Валь-де-Сер. Расположена на северо-восточном побережье полуострова Котантен в 30 км к востоку от Шербур-ан-Котантена и в 20 км от автомагистрали N13, связывающей Шербур-ан-Котантен с Каном. 
Население (2018) — 1 729 человек. 

## История
В 1001 году поблизости от Сен-Ва-ла-Уга нормандское ополчение отбило вторжение англосаксов под предводительством короля Этельреда, предпринятое в отместку за нападение викингов на англосаксонские королевства. Сражение вошло в историю как битва при Валь-де-Саре.
В 1346 году 12-тысячная английская армия короля Эдуарда III высадилась на песчаном побережье у Сен-Ва, откуда направилась в сторону Креси. В 1692 года Морское сражение при Ла-Уге, приведшее к уничтожению двенадцати французских кораблей и победе англичан, стало одним из решающих в ходе Девятилетней войны, или Войны за Английское наследство. После этого поражения Людовик XIV приказал укрепить побережье полуострова Котантен, и под руководством Вобана на расположенном в акватории порта Сен-Ва-ла-Уг острове Татиу был построен хорошо укрепленный форт.
Нынешняя гавань Сен-Ва-ла-Уга была создана в XIX веке; в период с 1828 по 1852 годы были построены причалы, затем добавлены волнорезы. 
В 1982 году порт был закрыт двумя большими гидравлическими воротами, которые поддерживают постоянный уровень воды во время отлива. Это позволило построить большую пристань, которая может вместить 704 яхты, в том числе 100 причалов для посетителей. 
В Средние века Сен-Ва-ла-Уг был важным центром китобойного промысла из-за большой популяции серого кита в прилегающих водах.

## Достопримечательности
- Форт Ла-Уг и башня Вобана на остове Татиу
- Морской музей на острове Татиу
- «Морская» часовня XIX века в романском стиле
- Церковь Святого Ведаста XIX века с красивыми витражами

## Экономика
Уровень безработицы (2018) — 16,2 % (Франция в целом —  13,4 %, департамент Манш — 10,4 %). 

Среднегодовой доход на 1 человека, евро (2018) — 20 590 (Франция в целом — 21 730, департамент Манш — 20 980).

## Демография
Динамика численности населения, чел.

## Администрация
Пост мэра Сен-Ва-ла-Уга с 2020 года занимает Жильбер Дусе (Gilbert Doucet). На муниципальных выборах 2020 года возглавляемый им список победил в 1-м туре, получив 57,96 % голосов.
| Период | Период | Фамилия      | Партия                        | Примечания                                         |
| ------ | ------ | ------------ | ----------------------------- | -------------------------------------------------- |
| 1977   | 1989   | Жюль Пенто   |                               |                                                    |
| 1989   | 1995   | Рене Мерсье  |                               |                                                    |
| 1995   | 2001   | Жорж Казен   |                               |                                                    |
| 2001   | 2020   | Жан Лепети   | Союз демократов и независимых | директор начальной школы, член Совета департамента |
| 2020   |        | Жильбер Дусе |                               | пенсионер                                          |

## Города-побратимы
- Бридпорт, Великобритания

## Галерея

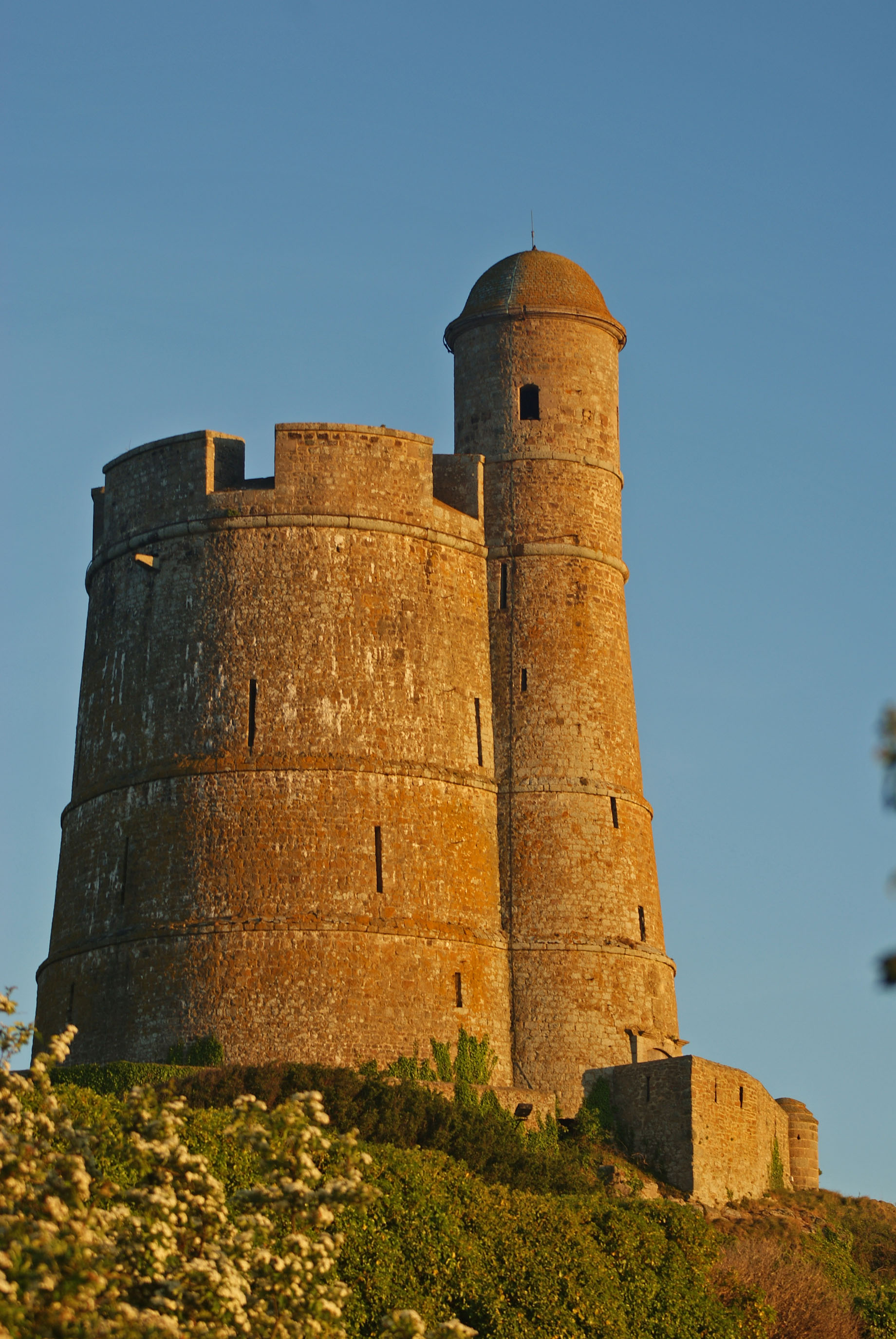
Башня Вобана
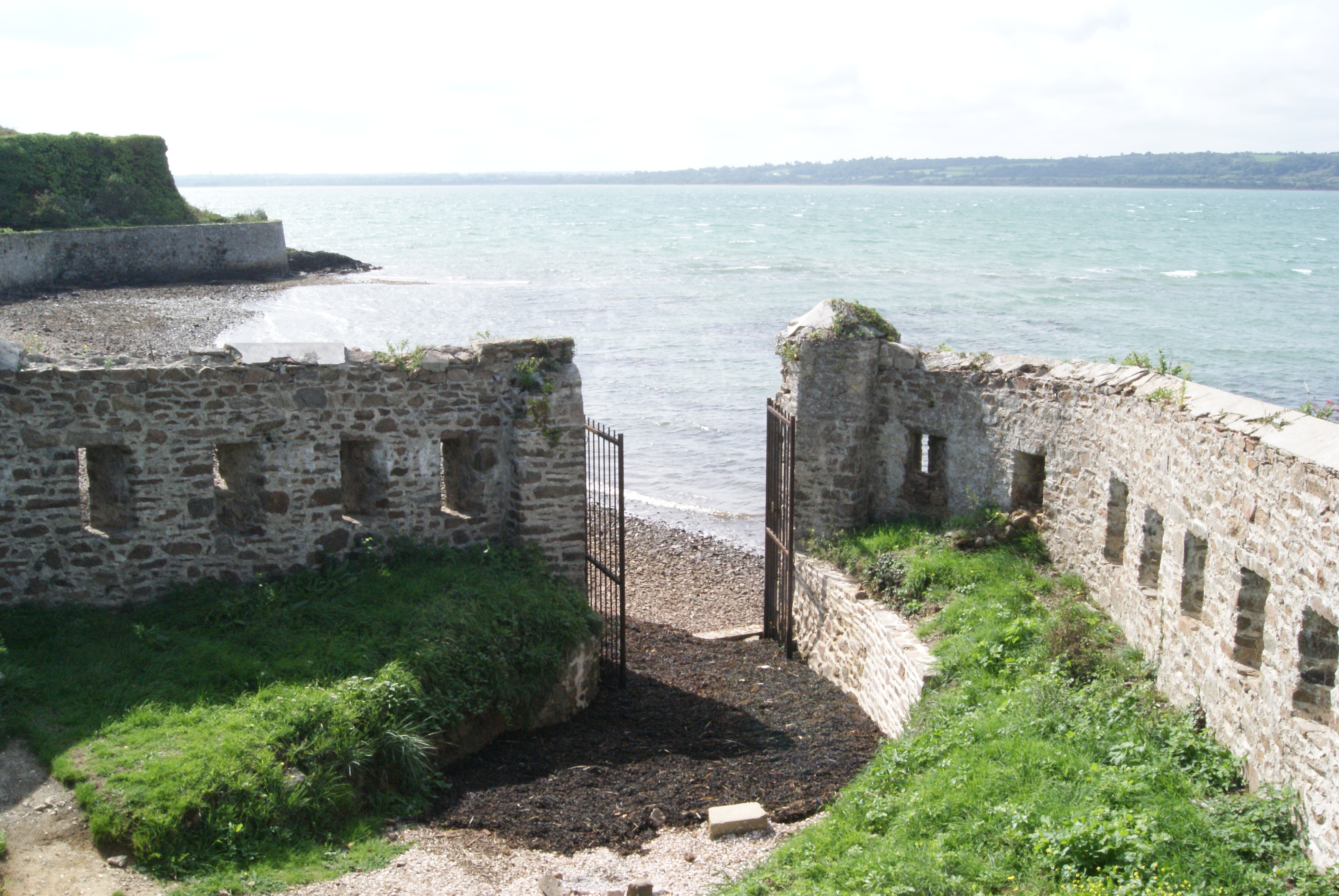
Укрепления форта Ла-Уг
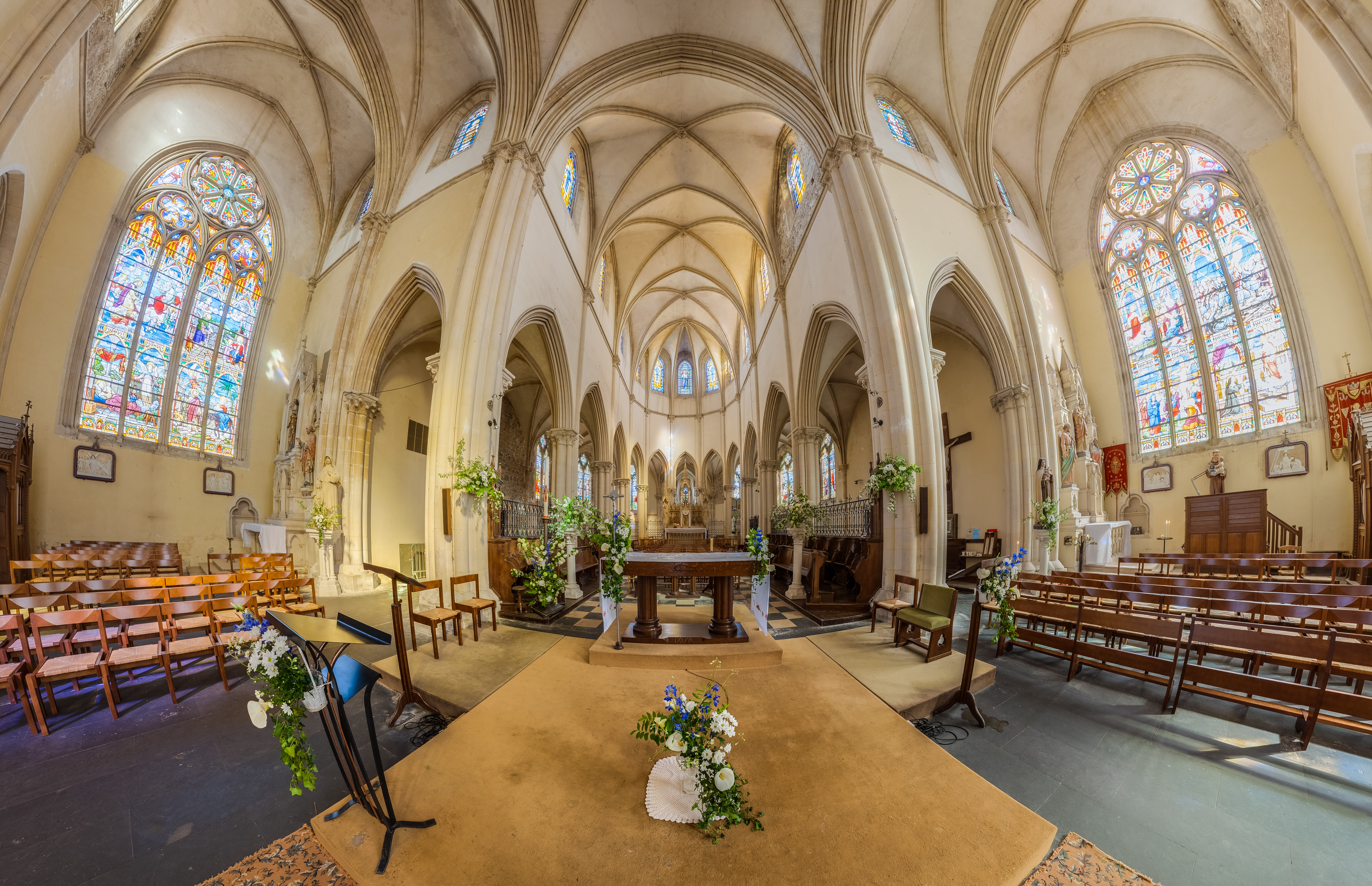
Интерьер церкви Святого Ведаста
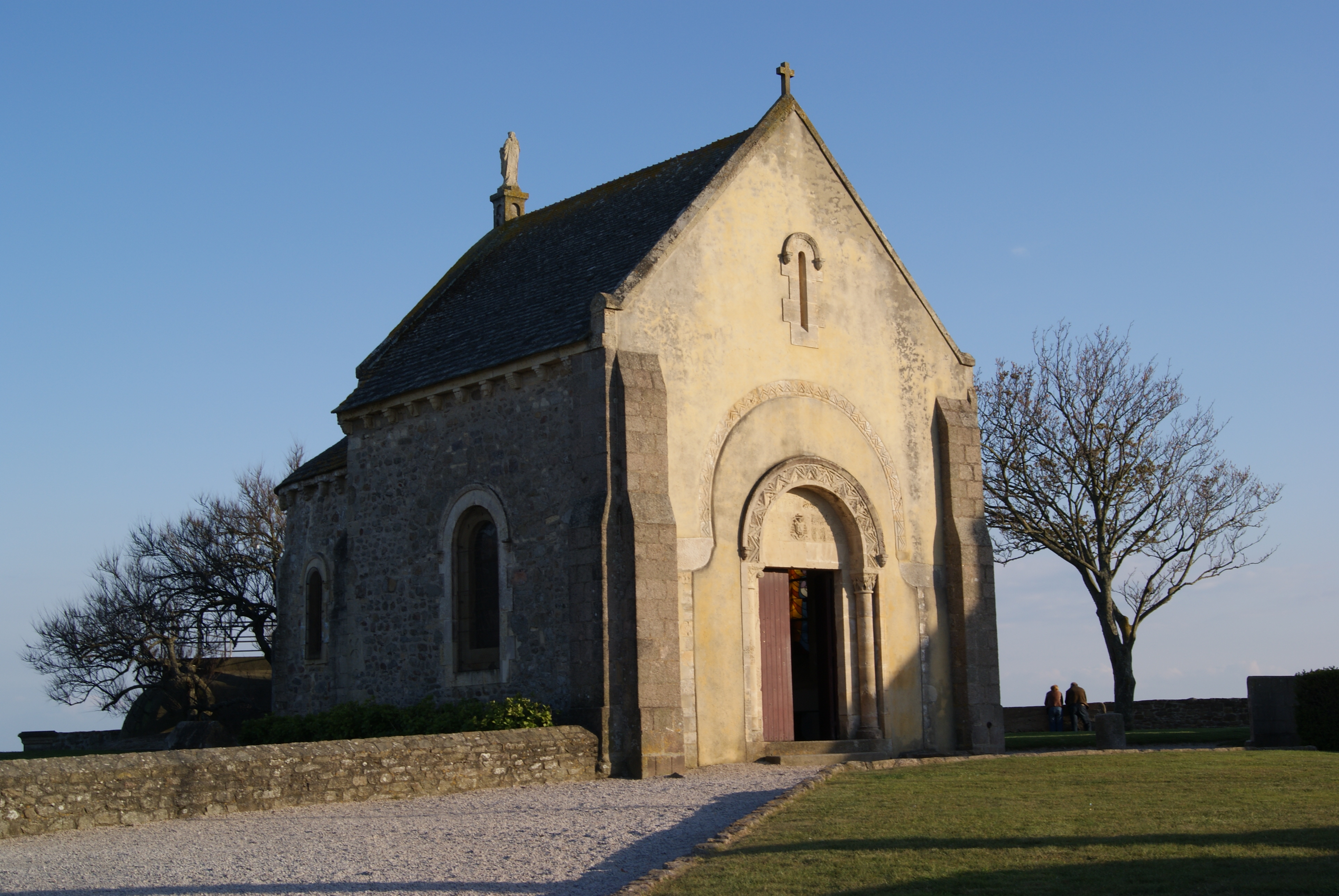
«Морская» часовня